# Hacklhof
Hacklhof (früher auch Hackelhof) ist eine Rotte in der Marktgemeinde Ottenschlag im Bezirk Zwettl in Niederösterreich.

## Geografie
Die Rotte liegt westlich von Ottenschlag auf einer sanften Anhöhe. Durch den Ort führen die Landesstraße L7208 und der Nord-Süd-Weitwanderweg, 2025 gab es im Ort 4 Wohnadressen.

## Geschichte
In der Josephinischen Landesaufnahme aus dem Jahr 1781 wird der Ort als Hakelhof genannt.
Im Eintrag der Josephinischen Fassion aus Jahre 1786/87 gab es in der heutigen Ortslage ein Haus, das die Hausnummer Neuhof 12 hatte.
In Folge der Theresianischen Reformen wurde der Ort dem Kreis Ober-Manhartsberg unterstellt und nach dem Umbruch 1848 war er bis 1867 dem Amtsbezirk Ottenschlag zugeteilt.
Nach der Entstehung der Ortsgemeinden 1849 wurde der Hof ein Teil der Gemeinde Neuhof.
Am 1. Jänner 1968 wurde er durch die Auflösung der Gemeinde Neuhof ein Teil der Großgemeinde Ottenschlag.